# Platygaster nigrifemur
Platygaster nigrifemur är en stekelart som först beskrevs av William Harris Ashmead 1890.  Platygaster nigrifemur ingår i släktet Platygaster och familjen gallmyggesteklar. Inga underarter finns listade i Catalogue of Life.